# Tansanische Fußballnationalmannschaft des Festlandes (Männer)
Die Fußballnationalmannschaft des Festlandes des ostafrikanischen Staates Tansania ist die Auswahl der Tanzania Football Federation. Spielberechtigt sind lediglich Spieler des Festlandes und nicht des autonomen Staates Sansibar. Die gemeinsame Nationalmannschaft, die auch bei Wettbewerben der FIFA und CAF antritt, ist die Tansanische Fußballnationalmannschaft.
Die Mannschaft „Kilimanjaro Stars“ ist nach dem höchsten Berg Afrikas, dem Kilimandscharo benannt.  

## Erfolge
Die Festland-Nationalmannschaft nahm an Wettbewerben der Council for East and Central Africa Football Association (CECAFA) teil und gewann 1974, 1994 und 2010 den CECAFA-Cup und wurde 1973, 1980, 1981, 1992, 2002 zweiter sowie 2008 Dritter.